# Okostévé
Az okostévé, Smart TV vagy „Connected TV” (nem tévesztendő  össze az Internet TV-vel vagy a Web TV-vel) fogalom azt az új trendet jelöli, amelynek célja az internet és a modern televíziókészülékek illetve set-top boxok integrációja, valamint a számítógépek és a televíziókészülékek, illetve set-top boxok technológiai konvergenciája. A korábbi televíziókészülékekhez és set-top boxokhoz képest ezek az új készülékek sokkal inkább előtérbe helyezik az online interaktív média, az Internet TV, az over-the-top tartalom és a videoletöltés valamint media streaming által kínált lehetőségeket, és kevésbé összpontosítanak a hagyományos műsorszolgáltatásra. Ez a jelenség hasonlít arra, ahogyan az internet, a web widgetek és a szoftveres alkalmazások integrálódtak a modern okostelefonokban. Innen az elnevezés: Smart Phone, Smart TV.

## Definíció
A Smart TV olyan televízió, amely a hagyományos TV-hez képest továbbfejlesztett képességekkel rendelkezik a kapcsolódás, tartalom és felhasználói élmény tekintetében.
Smart TV készülék lehet egy integrált internetes funkciókkal rendelkező televízió, vagy egy képernyőn megjelenő menürendszerrel rendelkező televízióhoz tartozó set-top box, amely a hagyományos televíziókészülékekhez képest sokkal fejlettebb műveleteket és csatlakoztathatóságot tesz lehetővé. A Smart TV-ket felfoghatjuk egyfajta informatikai készülékeknek, vagy egy kézi számítógép számítástechnikai rendszerének, amelyet egy televízióval integráltak. A Smart TV ezzel lehetővé teszi a felhasználók számára, hogy egy adott platformhoz tartozó további alkalmazásokat és plugin-okat/add-on-okat telepítsenek és futtassanak.

## Technológia
A Smart TV szolgáltatást elérhetővé tevő technológiát televíziókészülékekbe, set-top boxokba Blu-ray lejátszókba, játékkonzolokba és az ezekhez kapcsolódó készülékekbe építik be. Az ilyen készülékek segítségével a felhasználók videókra, filmekre, fényképekre és egyéb internetes, helyi kábeltévé csatornán, műholdas csatornán vagy merevlemezen található tartalmakra kereshetnek rá.
A Smart TV-k operációs rendszert vagy mobil operációs rendszert futtatnak, amely megfelelő platformot kínál az alkalmazásfejlesztők számára.
A Smart TV még a kezdeti stádiumban jár, és folyamatosan jelennek meg hozzá olyan szoftver-keretrendszerek, mint amilyen a Google TV és a nyílt forráskódú XBMC platform, amelyek nagy érdeklődést keltenek a szórakoztató elektronikai piaccal foglalkozó médiában.
Magyarországon elsőként a Samsung Electronics vezette be 2011-ben Smart TV modelljeit, melyek képesek számítógép közbeiktatása nélkül is az internetes tartalmak megjelenítésére, így a kedvenc weboldalak TV-re optimalizált formában olvashatók a készülék képernyőjén. Továbbá az okostévékre a fényképezőgéptől kezdve a külső merevlemezeken, SSD-ken, blu-ray olvasókon vagy akár notebookokon át a mobiltelefonokig számtalan készülék csatlakoztatható kábellel vagy anélkül, és a rajtuk tárolt tartalom akár egy okostelefon távirányítóként vagy billentyűzetként történő használatával is elérhető.
A Samsung 2011-es Smart TV-i az alábbi funkciókat kínálják:
A "Search All" funkcióval egyszerűen kereshetők a TV-n vagy más DLNA képes készüléken (pl. notebook, háttértároló, mobil eszközök, fényképezőgép, videokamera stb.) tárolt tartalmak.
A „Web Browser", azaz a beépített böngésző révén bármelyik weboldal szabadon meglátogatható közvetlenül a készülékről (D6500-as LED TV-től felfelé).
A „Samsung Apps", a világ első HDTV-re fejlesztett alkalmazásboltja ingyenes és fizetős tartalmakat, köztük magyar alkalmazásokat kínál a sport, szórakoztatás, játék, illetve a tudomány területén.

## Közösségi hálózat
Számos Smart TV platform már gyárilag vagy a felhasználó által történt bővítés hatására rendelkezik közösségi hálózati funkciókkal, amelyekkel a felhasználók letölthetik a legfrissebb tartalmakat a közösségi oldalakról és maguk is posztolhatnak akár az éppen nézett tartalommal kapcsolatban is.
A Samsung Smart Tv modelljein widgeteken keresztül érhető el a népszerű YouTube videómegosztó és a Facebook közösségi oldal, illetve az alkalmazásokon keresztül az adott weboldalak tévére optimalizált formában is megjeleníthetők. Természetesen a tartalom igény szerint tovább bővíthető a Samsung Appsból letölthető app-ekkel melyet a Samsung magyar képviselete folyamatosan bővít a hazai tartalmakkal.